# Emilie Ullerup
Emilie Ullerup est une actrice danoise née le 27 octobre 1984 à Copenhague.
Elle obtient son premier rôle dans une production Sci Fi Channel, la réinvention de Battlestar Galalactica, en 2006.
Elle a joué également un des rôles principaux dans la série Sci Fi Channel, Sanctuary, aux côtés d'Amanda Tapping.

## Biographie
Emilie, est la fille de Ove Ullerup-Petersen (da), juriste, diplomate et ambassadeur du Danemark au Vietnam qui a été nommé Hofmarskallatet par la famille royale danoise,.
En 2009, elle a subi une opération chirurgicale pour enlever une tumeur bénigne qui couvrait ses nerfs rachidiens ainsi que son coccyx et la moitié de son sacrum.

### Vie privée
Emilie est en couple avec l'acteur et réalisateur Kyle Cassie.

### Carrière
De 2016 à 2022, elle apparaît dans le casting principal de la série américaine Chesapeake Shores dans le rôle de Bree O'Brien sur la chaîne Hallmark Channel.

## Filmographie

### Séries télévisées
- 2006 : Battlestar Galactica : Julia Brynn
- 2007 : jPod : Kaitlin Joyce (18 épisodes)
- 2007 : Sanctuary : Ashley Magnus (8 épisodes)
- 2008-2011 : Sanctuary : Ashley Magnus (21 épisodes)
- 2009 : Smallville, épisode  Cœurs croisés : Catherine Grant
- 2011 : Supernatural, épisode  Osiris : Mia
- 2012 : True Justice : Anna Zemenko (11 épisodes)
- 2012 : Arctic Air : Astrid Poulsen (36 épisodes)
- 2014 : Vous avez un message, épisode  Âmes sœurs : Dr. Marie Moore
- 2016 - 2022 : Chesapeake Shores : Bree O'Brien
- 2022 : Motherland: Fort Salem, saison 3 : Kara Brandt, financière du vice-président Silver et de la Camarilla

### Téléfilms
- 2010 : Hunt to Kill : Dominika
- 2011 : Riese: Kingdom Falling : Aliza
- 2012 : Le Projet Philadelphia, l'expérience interdite
- 2012 : Écoutez votre Cœur : Dee Dee
- 2012 : A Little Bit Zombie (en) : Penelope Pendleton
- 2013 : Mortelle performance : Lisa Thomas
- 2013 : À la poursuite du diamant polaire (Step dogs) : Sabrina Eastman
- 2014 : Death Do Us Part (en) de Nicholas Humphries : Emily Hawkins
- 2014 : Leprechaun: Origins de Zach Lipovsky (en) : Catherine
- 2015 : The Blackburn Asylum : Chelsea
- 2015 : Asteroid impact (Meteor Assault) : Maggie Thomas
- 2015 : Life on the Line de David Hackl : Becky
- 2016 : Les Mémoires d'un assassin international : Stéphanie
- 2016 : Les Enfants de Noël (Hearts of Christmas) : Jenny
- 2016-2017 :  Vous avez un message : Dale Travers
- 2017 : Sleepwalking in Suburbia : Michelle
- 2017 : Coup de Foudre pour mon Père Noël Secret (With Love, Christmas) : Melanie Welch
- 2019 : Extracurricular de Ray Xue : Hilda Randall
- 2019 : Assassin's Fury de David A. Prior : Michelle Moretti / Shadow
- 2019 : Coup de foudre au château de glace (de) de Marita Grabiak : Jenny
- 2023: Guide de survie à deux, de Terry Ingram: Abby

### Au cinéma
- 2022 : L'Emprise du vice (Brazen) de Monika Mitchell :  Kathleen / Desiree

## Distinctions
| Année | Prix                  | Catégorie                                                         | Nomination       | Résultat   |
| ----- | --------------------- | ----------------------------------------------------------------- | ---------------- | ---------- |
| 2008  | Leo Awards            | Meilleur rôle féminin dans une série dramatique                   | jPod             | Lauréat    |
| 2012  | Leo Awards            | Best Supporting Performance by a Female in a Dramatic Series      | Arctic Air       | Nomination |
| 2013  | Leo Awards            | Best Supporting Performance by a Female in a Dramatic Series      | Arctic Air       | Nomination |
| 2013  | Leo Awards            | Best Supporting Performance by a Female in a Feature Length Drama | Death Do Us Part | Nomination |
| 2017  | Top Indie Film Awards | Best Actress                                                      | Unexpected Guest | Lauréat    |